# Дорога додому (роман)
«Дорога додому» (англ. Homeward Bound; 2004) — науково-фантастичний роман Гаррі Тертлдава про альтернативну історію. Це восьма і остання робота в його вигаданому всесвіті серії «Світова війна». У ньому розповідається про події трилогії «Колонізація» та завершення головних сюжетних ліній.
«Подорож додому» починається в 1972 році, а потім переходить у 1977, 1982, 1984, 1994, 2012 і, нарешті, у 2031 рік, коли американський зореліт «Адмірал Пірі» прибуває до Тау Кита до рідного світу прибульців Раси.

## Назва
«Дорога додому» у книзі має багато значень. Каламбур полягає в тому, що рідна планета Раси називається Дім, і багато персонажів прямують туди. Для персонажів, які є членами Раси, таких як Ттомалсс, Атвар і Страха, вони повертаються додому після невдалого завоювання Землі. Для Кассквіт це її культурний дім, але не біологічний. Земний корабель «Адмірал Пірі» прямує до планети Дім, де вони протистоять Расі та спробують вимагати поваги до Землі або принаймні до Сполучених Штатів.
Наприкінці роману, коли більшість екіпажу корабля перебувала в кріогенному сні та страждала від затримки часу, їм дається шанс повернутися на Землю (їхній дім). Коли персонажі прибувають, вони справляються з поверненням якнайкраще.

## Сюжет
«Адмірал Пірі» рухається зі швидкістю від 0,35 до 0,4 c, і йому потрібно трохи більше 30 років замість 24 (швидкість зорельота Раси становить 0,5 c), щоб подолати дванадцять світлових років між Землею і Тау Кита. Корабель отримав назву «Адмірал Пірі» за його роль військового дослідницького корабля на честь адмірала Роберта Пірі, який зробив те саме під час дослідження Арктики.
Коли «Адмірал Пірі» прибуває на орбіту навколо Дому, планети Раси в системі Тау Кита, він викликає кризу на найвищих рівнях Раси. Імператор Раси Ріссон і володар флоту Атвар, відправлені назад додому з сумнівною відзнакою того, що вони єдині володарі флоту, які не завоювали призначену їм планету. Вони сперечаються про переваги та недоліки спроби знищити людство потужними ядерними ударами. Тим часом вчений Томалсс досліджує повідомлення про великий прорив, зроблений вченими-людьми на Землі.
Раса ненавмисно спричиняє собі можливу екологічну катастрофу, подібну до тієї, яку вона спричинила на Землі через завезені Расою види в екосистеми Землі. Іншопланетяни використовують щурів для тестування їжі для людей, але щурі тікають і поширюються планетою.
Великий шок для Раси настав, коли другий людський корабель, «Командор Перрі», прибув на орбіту навколо Дому, пройшовши дванадцять світлових років лише за п'ять тижнів. Надсвітловий двигун, який, ймовірно, заснований на принципі згортання простору, дозволяє екіпажу «Адмірала Пірі» повернутися на Землю, яка знайома йому, але вже відрізняється від тієї, якою вони її залишили. Ще один каламбур — капітан корабля Нішель Ніколс, натхненний Лейтенантом Ухурою із «Зоряного шляху», але використовує справжнє ім'я актриси. Корабель названо «Командор Перрі» за його роль у відкритті імперії Раси для доступу до США на честь коммодора Метью К. Перрі, який зробив те саме з Японією, і Раса боїться, що інші людські нації пройдуть до Дому, особливо відновлена Німеччина.

## Персонажі
- Сем Єгер — посол Сполучених Штатів у перегонах і видатний експерт із питань Раси.
- Джонатан Єгер — експерт із перегонів, член команди посольства, син Сема Єгера, одружений на Карен Єгер.
- Карен Єгер — експерт із Расів, одружена з Джонатаном Єгером.
- Глен Джонсон — пілот скутера і третій за рангом пілот корабля «Адмірал Пірі».
- Атвар — володар флоту Раси, який керував флотом завойовників, який спочатку вторгся на Землю (Тосев 3).
- Ттомалсс — старший науковий співробітник і психолог Раси. Видатний знавець психології людини. «Батько» Кассквіта.
- Кассквіт — дослідник Раси, людина, вихована в манері Раси, єдиний тосевітський громадянин Імперії.
- 37-й імператор Ріссон — чинний імператор імперії. (Ріссон — не 37-й імператор [їх були тисячі], а 37-й імператор, який носить ім'я «Ріссон».)
- Доктор — позакадровий персонаж, чия смерть змушує Сема Єгера взяти на себе обов'язки посла США в перегонах. (Примітка: персонаж зазвичай згадується в романі як «Доктор», але це Генрі Кіссінджер).

## Основні теми
Дипломатія — головна тема роману. Люди витрачають свій час, намагаючись переконати Расу, що вони не небезпечні варвари. Однак ця теза раніше технологічно вищої Раси не буде їх переконувати. Американці ведуть переговори з позиції слабкості, але обидві сторони знають, що це лише питання часу, коли позиція землян стане сильнішою.
Жахливо руйнівна війна, в якій «мільйони, а ймовірно, мільярди» загинуть на Землі, вдома і, можливо, також у двох інших світах Імперії, є постійною можливістю, але жоден із учасників переговорів з обох сторін не є особливо войовничим, і особисто вони в досить хороших стосунках. «Адмірал Пірі» обертається на орбіті «Дому», наповнений ядерними ракетами, які можна було б запустити, щоб завдати смерті та знищення світу, який не знав війни 100 000 років. Навіть імперська столиця Расві з імператором у своєму палаці, святинею в центрі релігії раси, а також центром уряду, може бути знищена, як чітко зауважує імператор в одній зі сцен. Насправді використання ракет явно не є варіантом, якому американці віддають перевагу, але його ніколи не виключають.
З іншого боку, представники Раси дедалі частіше приходять до висновку, що вони повинні почати війну на знищення проти людей, навіть якщо вони мають дуже сумнівні шанси на перемогу, оскільки очікування зведе їхні шанси на перемогу до нуля. Однак такі міркування стали спірними через прибуття командора зорельота «Перрі», показавши Расі, що час для превентивної війни проти «тосевітів» уже минув.
Молодші, новоприбулі американці поводяться з явною зарозумілістю влади не лише щодо Раси, але навіть щодо своїх власних «застарілих» старших співвітчизників і жінок «Адмірала Пірі». Однак представники Раси, починаючи відчайдушну боротьбу, щоб досягти надсвітлового польоту для себе, здатні винайти контрстримування навіть за допомогою своїх наявних кораблів. Їм прийшла в голову ідея запустити їх, щоб вдарити по Землі на півсвітловій швидкості, спричинивши жахливу шкоду, яка перевершує ядерну зброю, і, можливо, повністю знищити Землю або зробити її непридатною для життя. Загроза такої помсти за ядерний удар по Дому фактично створює міжзоряну версію взаємного гарантованого знищення.
Проте, зрештою ситуація залишається крихкою та нестабільною, оскільки не лише Раса кидає свої ресурси на досягнення надсвітлового польоту, але й інші людські сили на Землі беруть участь у подібних зусиллях. Раса особливо стурбована Німеччиною, яка зуміла оговтатися від жахливих ударів війни з Расою у 1960-х роках і, досі керована нацистами, хотіла б помститися за це знищення. До великих держав також належать Радянський Союз, який все ще існує в середині ХХІ століття і не зазнав перебудови чи гласності, та імперська Японія, яка все ще зберігає свою націоналістичну та мілітаристську ідеологію та ніколи не зазнавала демократизаційної окупації США.
На противагу таким жахливим загрозам є надія, що надсвітловий політ відкриє стільки нових планет для колонізації, щоб повністю задовольнити експансіоністські нахили кожного без необхідності руйнівних воєн. Цю надію висловлюють люди, а також персонажі «ящірки». Однак книга закінчується на навмисно неоднозначній ноті: як оптимістичні, так і песимістичні сценарії цілком здійсненні в найближчому майбутньому героїв.

## Деталі випуску
- 2004, USA, Del Rey Books ISBN 0-345-45846-X, Pub date December 28, 2004, hardback (First edition)
- 2005, UK, Hodder & Stoughton ISBN 0-340-73482-5, Pub date April 11, 2005, hardback
- 2005, USA, Del Rey Books ISBN 0-345-45847-8, Pub date December 27, 2005, paperback
- 2005, UK, Hodder & Stoughton ISBN 0-340-73483-3, Pub date October 24, 2005, paperback